# 小眼袋七鰓鰻
小眼袋七鰓鰻（學名：Mordacia lapicida），為圓口綱七鰓鰻目袋七鰓鰻科袋七鰓鰻屬的一種，被IUCN列為易危保育類動物，分布於東南太平洋智利南部海域、半鹹水及淡水，本魚成熟雄魚具有大的喉囊，喉囊從口盤後部延伸至鰓區末端；軀幹肌節78-84；口上板，2個三角形口上板，每片有3顆單尖牙，每個尖端一顆；口下板，未成熟個體有9-13顆大小不一的單尖牙，橫舌板，W形，在產卵前個體中具有許多單尖齒，縱向舌板，每片有9-15顆單尖齒，尾鰭鏟狀，體長可達54公分，生命期分成3個階段，幼魚棲息在水質清澈、沙石底質且水流快速的溪流，以矽藻及有機碎屑為食，變態發生在8月至隔年3月之間，新變態的成年個體在南半球冬季6月至 8月進入海洋，吸附在其他魚類身上，吸食血液，繁殖期時，洄游至河川，交配產卵後死亡。